# Ґурагуморський повіт
Ґурагуморський повіт — адміністративна одиниця у складі Австро-Угорщини і Румунії у 1893—1925 роках. Адміністративний центр — місто Ґурагумора.

## Розташування
Ґурагуморський повіт на заході межував з Кимполунгським, на півночі — з Радівецьким, на сході — з Сучавським, на півдні — з Фелтіченьським повітом.

## За часів Австро-Угорщини
Ґурагуморський повіт був створений у Герцогстві Буковина 1 жовтня 1893 року з населених пунктів судового повіту Ґурагумора Кимполунгського повіту (за переписом 1880 р. налічував 23 818 жителів, площа 457,43 км²) та судового повіту Солка Радівецького повіту (за переписом 1880 р. налічував 19 292 жителі, площа 293,74 км²).
У Ґурагуморському повіті в 1900 році чисельність населення становила 55 741 особу. Серед населення в 1900 р. було 1 472 русини-українці (2,6 %), 12 194 особи розмовляли німецькою (21,9 %), 38 447 румунською (68,9 %) та 3 399 іншими мовами (6,1 %). Повіт у 1900 р. займав площу 739,89 км², включав два судові повіти з 21 гміною (самоврядною громадою).
Повіт за переписом 1910 року налічував 35 населених пунктів, об'єднаних у 35 гмін (самоврядних громад) та у два судові повіти. Площа повіту становила 740 км², проживали 61 395 осіб. За віросповіданням: 11 030 римо-католиків, 1 158 греко-католиків, 2 вірмено-католики, 42 670 православних, 45 вірмен-православних, 2 743 лютерани, 5 кальвіністів, 17 липованів, 3 725 юдеїв). За національністю: 13 706 німців, 23 чехи-моравці-словаки, 2 935 поляків, 1 287 українців, 42 684 румуни, 607 угорців, 153 чужоземці. Щодо чисельності румунського населення 1910 року історики зауважили його завищення румунською владою внаслідок «значної фальсифікації перепису 1910 року».
| Рік  | Жителі | Німецькомовні | Україномовні | Румунськомовні | Інші мови |
| ---- | ------ | ------------- | ------------ | -------------- | --------- |
| 1900 | 55.741 | 12.194        | 1.472        | 38.427         | 3.399     |
| 1910 | 61.395 | 13.706        | 1.287        | 42.684         | 3.718     |

## Самоврядні громади на 1910 рік[6]
Судовий повіт Ґурагумора
- Баяшешти (складалася з Баяшешти і Корнулунче)
- Беркішешти
- Бори
- Браєшти
- Брашка
- Драгоєшти
- місто Ґурагумора
- Ілішешти
- Йозеффалва
- Капукімпулуй
- Капукодрулуй
- Клостергумора
- Корлата
- Лукачешти
- Мазанаєшти
- Плеш
- Пояна Мікулі (Бухенкайн)
- Ступка
- Валесака
- Воронець

Судовий повіт Солка
- Арборе
- Ботушана
- Ґліт
- Язловець
- Качика
- Кешвана
- Ліхтенберг
- Солонець Новий
- Оберпертешти
- Поєні
- Солка
- Унтерпертешти

## Румунський період
У листопаді 1918 р. Румунія окупувала Буковину. Повіт (жудець) існував у Румунії в такому вигляді до укрупнення повітів у 1925 році. Відповідно до закону від 14 червня 1925 р., 1 січня 1926 р. ліквідований Ґурагуморський повіт, а територія територія розділена між жудцями Кимполунг і Сучава.